# Molly Rainford
Molly Anne Rainford (Havering, Londres, 22 de noviembre de 2000) es una actriz, cantante y presentadora de televisión británica. Fue finalista de la sexta temporada de Britain's Got Talent en 2012 y una de las presentadoras de Friday Download entre 2014 y 2015. Desde entonces ha realizado dos extended play y ha pasado a encarnar al personaje titular en la serie de comedia dramática de la CBBC, Nova Jones, a partir de 2021. En 2022, Rainford compitió en la vigésima temporada de Strictly Come Dancing; llegó a la final y quedó subcampeona. En 2023, participó en la telenovela de la BBC, EastEnders, en el papel de Anna Knight, además de seguir publicando música.

## Vida y carrera

### Primeros años yBritain's Got Talent
Rainford nació el 22 de noviembre de 2000 en el distrito londinense de Havering. Su padre es Dave Rainford, antiguo centrocampista y segundo entrenador del Chelmsford City F.C., y su familia desciende de Jamaica. En 2012, a la edad de 11 años, se presentó a la sexta temporada de Britain's Got Talent, cantando su propia versión de «One Night Only» de Jennifer Hudson, de la película Dreamgirls. Pasó a la semifinal, donde cantó «It Must Have Been Love» de Roxette; llegó a la final tras quedar segunda en la votación del público. En la final, cantó la versión de Beyoncé de «Ave Maria» y terminó el concurso en sexto lugar. Tras el concurso, firmó con Sony Music. El juez Simon Cowell también patrocinó a Rainford para que asistiera a la Sylvia Young Theatre School. Más tarde asistió a la East London Arts & Music.

### Carrera televisiva y musical
En 2014, Rainford se unió al equipo de presentación de la serie de entretenimiento infantil Friday Download de CBBC junto a Akai Osei y Bars and Melody, apareciendo como presentadora en la octava y novena temporada hasta la cancelación del programa en 2015. En 2016, apareció en un episodio de Millie Inbetween de CBBC como Chloe. En 2021, Rainford comenzó a protagonizar la comedia dramática de CBBC, Nova Jones, interpretando al personaje titular, con la serie centrada en la vida y aventuras de una cantante pop galáctica. La serie fue renovada posteriormente para una segunda y tercera temporada.
En 2019, lanzó su extended play debut Commitment, que incluía las canciones «I Like You», «Long Run», «Forever and a Day», «How Many Times» y el sencillo titular «Commitment», que ha acumulado más de dos millones de streams en línea. En 2020, lanzó un segundo EP, Christmas (Baby Please Come Home), que incluía versiones de canciones navideñas como «Happy Xmas (War Is Over)», «Who Would Imagine a King», «I Wish It Could Be Christmas Everyday» y la canción titular. En 2022, fue anunciada como concursante en la vigésima temporada de Strictly Come Dancing, formando pareja con el bailarín profesional Carlos Gu. La pareja llegó a la final y quedó en el segundo puesto.
En marzo de 2023, se anunció que había sido contratada para la telenovela de la BBC, EastEnders. Su personaje, Anna Knight, se incorporó como hija de una familia presentada como nueva propietaria del pub ficticio Queen Vic. Debutó en la pantalla el 1 de junio de 2023. También lanzó «My Heart's a Broken Record» con el DJ Alex Kirsch como su primer sencillo.

## Vida personal
Rainford mantiene una relación con Tyler West desde 2023. Se conocieron mientras ambos competían en la vigésima temporada de Strictly Come Dancing.

## Filmografía
| Año          | Título                              | Papel       | Notas                                                                             |
| ------------ | ----------------------------------- | ----------- | --------------------------------------------------------------------------------- |
| 2012         | This Morning                        | Ella misma  | 1 episodio                                                                        |
| 2012         | Britain's Got Talent                | Ella misma  | 5 episodios                                                                       |
| 2012         | Lorraine                            | Ella misma  | 2 episodios                                                                       |
| 2012, 2017   | Britain’s Got More Talent           | Ella misma  | 2 episodios                                                                       |
| 2014         | Friday Download                     | Ella misma  | Episodio: «Molly Rainford, Anais Gallagher, Akai Osei, Julie Rogers & Pixie Lott» |
| 2016         | Millie Inbetween                    | Chloe       | Episodio: «Millie Goes Bad»                                                       |
| 2017         | Christmas Spirit                    | Molly       | Cortometraje                                                                      |
| 2021–present | Nova Jones                          | Nova Jones  | Papel principal                                                                   |
| 2022         | Strictly Come Dancing               | Ella misma  | 26 episodios                                                                      |
| 2022         | Strictly Come Dancing: It Takes Two | Ella misma  | 16 episodios                                                                      |
| 2023–present | EastEnders                          | Anna Knight | Papel regular                                                                     |
| 2023         | Children in Need                    | Ella misma  | 1 episodio                                                                        |
| 2024         | Richard Osman's House of Games      | Ella misma  | 5 episodios                                                                       |

## Discografía

### Extended plays
| Título                            | Detalles |
| --------------------------------- | --- |
| Commitment                        | - Lanzamiento: 4 de octubre de 2019 - Discográfica: Molly Rainford - Formato: Descarga digital, streaming    |
| Christmas (Baby Please Come Home) | - Lanzamiento: 27 de noviembre de 2020 - Discográfica: Molly Rainford - Formato: Descarga digital, streaming |

### Sencillos
| Título                                          | Año  | Álbum               |
| ----------------------------------------------- | ---- | ------------------- |
| «Sign Your Name»                                | 2019 | Sencillos sin álbum |
| «My Heart Is a Broken Record» (con Alex Kirsch) | 2023 | Sencillos sin álbum |

## Premios y nominaciones
| Año  | Ceremonia               | Categoría                              | Trabajo    | Resultado | Ref.   |
| ---- | ----------------------- | -------------------------------------- | ---------- | --------- | ------ |
| 2023 | I Talk Telly Awards     | Best Soap Newcomer                     | EastEnders | Nominada  | [ 33 ] |
| 2024 | National Film Awards UK | Best Supporting Actress in a TV Series | EastEnders | Pendiente | [ 34 ] |